# 胡嘉宾
胡嘉宾（1908年12月—1985年2月12日），又名胡承亨，江西兴国人，中华人民共和国政治人物。
胡嘉宾于1928年加入中国共产党。1930年起，历任兴国县第九区苏维埃政府主席、中共兴国县委书记、万安县委书记、胜利县委书记，中共宜兴、乐安、崇仁三县中心县委书记兼江西省军区第二分军区政委。1933年进入中共中央党校学习。次年任中共瑞金县委书记。同年随红军参加长征，历任红军总政治部地方工作部代理部长、红一军团政治部地方工作部部长。期间因负伤在甘肃通渭一农户家中休养。1936年10月返回红军，出任西路军政治部民运科科长。次年西路军失败，任西路军总部直属残废营政委。抗日战争期间，胡嘉宾到延安，历任中央组织部干部训练班组织科长兼党总支书记，八路军西安办事处干部科科长，延安行政学院政治处主任、副教育长等职。1945年当选中共七大候补代表。
中华人民共和国成立后，胡嘉宾曾任中央民族学院人事处长、教务长、总务长、党委书记等。1956年起，又历任中央民族事务委员会人事司长、党委副书记、监委书记，国家机关监委常委，国家民族事务委员会副主任等职。他还是第五届全国政协常委、第六届全国人大代表。1985年2月12日，他在北京逝世，终年76岁。